# Montre jamais ça à personne
Montre jamais ça à personne est une série documentaire française, créée par Clément Cotentin et Christophe Offenstein et diffusée depuis le 15 octobre 2021 sur Prime Video. Elle retrace la carrière du rappeur Orelsan.

## Synopsis
Cette série documentaire raconte le parcours du rappeur Orelsan, depuis sa jeunesse à Caen où il rencontre les amis qui l'accompagneront dans sa carrière jusqu'à son succès dans le rap, à travers une immersion intime filmée en majeure partie par son frère Clément qui l’a suivi pendant près de 20 ans avec sa caméra. 
A travers de nombreuses archives personnelles et des vidéos filmées et conservées par Clément, Orelsan – Montre jamais ça à personne dévoile l’ascension de l’artiste filmé avec ses proches tels que Skread, Ablaye, Gringe et certains membres de sa famille. La série documentaire comporte aussi des témoignages de plusieurs guests, à l’instar de Soprano, Akhenaton, Oxmo Puccino, Stromaé ou GIMS. 
La saison 2 revient principalement sur le développement de l'album Civilisation en plein confinement en raison de la pandémie de Covid-19.

## Distribution
- Orelsan
- Gringe
- Ablaye
- Skread
- Clément Cotentin
- Christophe Offenstein
- Gims
- Stromae
- Olivia Ruiz
- Soprano
- Lefa
- Akhenaton
- David Tomaszewski
- Laurent Bouneau
- Oxmo Puccino
- Kyan Khojandi
- Navo
- Lomepal
- Squeezie
- Angèle
- Damso
- Vald
- Phazz

## Production

### Développement
Clément Cotentin commence à filmer son frère et ses amis au début des années 2000, persuadé qu'ils finiront par avoir du succès même si c'est aussi un prétexte pour pouvoir sortir avec eux. Il continue de les filmer au fur et à mesure qu'ils progressent dans le monde du rap, jusqu'à la sortie du dernier album en date d'Orelsan, La fête est finie, en 2017.

### Fiche technique
- Titre original : Montre jamais ça à personne
- Réalisation et scénario : Clément Cotentin et Christophe Offenstein
- Musique : Gringe, Orelsan et Skread
- Montage : Clément Cotentin
- Production : Romain Rousseau, Maxime Delauney, Justine Planchon et Mathieu Ageron
- Sociétés de production : Nolita et 3e œil productions ; Amazon Prime Video
- Société de distribution : Amazon Prime Video
- Pays de production :  France
- Langue originale : français
- Format : couleur
- Genre : documentaire musical
- Durée : environ 40 minutes par épisodes
- Dates de première diffusion :
  - France : 15 octobre 2021 sur Amazon Prime Video
  - Belgique, Suisse romande : 18 octobre 2021 sur[Laquelle ?]

## Épisodes
La saison 1 comporte 6 épisodes, diffusés le 15 octobre 2021.
1. L'avenir appartient à ceux qui se lèvent à l'heure où je me couche
2. Si tu veux faire un film t'as juste besoin d'un truc qui filme
3. Ce que je raconte dans mes chansons, c'est des clichés, c'est pas la vérité
4. C'est nous le futur
5. Je continuerai mes conneries jusqu'à ce qu'ils me prennent au sérieux
6. J'pensais me lever un matin, être un homme

La saison 2 est diffusée dès le 13 octobre 2022.
1. Seul avec du monde autour
2. Ombre et lumière
3. Faut qu'on reboot, faut qu'on reset
4. J'étais tout seul, on est des milliers

## Accueil

### Diffusion
Montre jamais ça à personne sort en France, le 15 octobre 2021, sur la plateforme de vidéo à la demande Prime Video.

## Distinction
- Victoires de la musique 2022 : Victoire de la création audiovisuelle